# Független Szakszervezetek Demokratikus Ligája

A LIGA Szakszervezetek logója

A Független Szakszervezetek Demokratikus Ligája, vagy rövidebb, ismertebb nevén a Liga Szakszervezetek az egyik legfontosabb szakszervezeti szövetség Magyarországon.
A LIGA Szakszervezetek tagszervezeteinek száma 80, taglétszáma mintegy százezer fő. 
A LIGA Szakszervezetek jogi személy, képviseletét az elnök látja el. A LIGA Szakszervezetek testületei: LIGA Tanács, Elnökség, Felügyelőbizottság, Mandátumvizsgáló Bizottság.
A LIGA Tanács a LIGA Szakszervezetek legfőbb döntéshozó testülete, összehívása évente legalább egy alkalommal kötelező. 
Az Elnökség létszáma 12 fő, tagjait a LIGA Tanács választja meg 4 évre. Az Elnökség a LIGA Szakszervezetek, mint szövetség ügyintéző, irányító és végrehajtó testülete.

## Ágazatai
A LIGA képviselte ágazatok közt meghatározó a közlekedés, az autóipar, a szolgáltatások, az energiaipar, gépipar, mezőgazdaság, vendéglátóipar, olajipar illetve a honvédelem. 
Néhány fontos tagszervezete: Balaton Volán Alkalmazotti Szakszervezet https://bv-asz.hu/, DUNAFERR Ifjúsági Szervezet https://ifi.hu, Egyesült Villamosenergia-ipari Dolgozók Szakszervezeti Szövetsége http://www.vd.hu, Elektronikai Dolgozók Szabad Szakszervezete http://eldoszsz.hu/, Élelmiszeripari Munkavállalók Független Szakszervezete https://emfsz.eu/ Archiválva 2021. december 22-i dátummal a Wayback Machine-ben, Főtáv Dolgozók Szakszervezete http://fdsz.org/?i=1 Archiválva 2022. január 21-i dátummal a Wayback Machine-ben, GySEV Dolgozók Szabad Szakszervezete https://gydszsz.hu, Honvéd Szakszervezet http://www.hsz.hu, Központi Rendőr Szakszervezet https://krsz6.webnode.hu/kapcsolat/, LIGA Munkavállalók Érdekvédelmi Szövetsége (LIMÉSZ) https://limesz.mozello.hu Archiválva 2022. január 21-i dátummal a Wayback Machine-ben
Logisztikai és Könnyűipari Dolgozók Szakszervezete https://lkdsz.hu, Magyar Orvosok Szakszervezete https://www.magyarorvosok.hu, Mérnökök és Technikusok Szabad Szakszervezete, Mezőgazdasági. Erdészeti, Élelmiszeripari és Vízügyi Dolgozók Szakszervezete http://medosz.hu, Olajipari Szakszervezet http://www.olajipariszakszervezet.hu/, Postás Szakszervezet https://www.postasszakszervezet.hu, Vízügyi Közszolgáltatási Dolgozók Szakszervezeti Szövetsége http://www.vkdszsz.hu

## Céljai
A LIGA Szakszervezetek fő feladata a munkavállalók – a versenyszférában és a közszolgálatban foglalkoztatottak – élet- és munkakörülményeinek, szociális biztonságának fejlesztése. A célok középpontjában a munkavállalók jövedelmi helyzetének javítása, a foglalkoztatás-biztonság és a legtágabb értelemben vett munkakörülmények színvonalának emelése, a munka világára vonatkozó törvények és jogszabályok kedvezőbbé tétele, valamint a modern demokráciákban megszokott munkaügyi kapcsolatok rendszerének kialakítása, megszilárdítása és folyamatos fejlesztése áll. Ennek érdekében kötelessége a munkavállalói érdekek országos szintű megjelenítése és hiteles képviselete.
A LIGA Szakszervezetek célja, hogy független szakszervezeti szövetségként elérje, hogy Magyarországon a szakszervezetek megítélése javuljon, a szervezettség érzékelhető módon növekedjen, a munkavállalók befolyása a gazdasági-társadalmi folyamatokra erősödjön. Ennek érdekében, mint a versenyszféra és a közszolgálat területén egyaránt jelenlévő konföderáció, a két szféra dolgozóinak szervezését alapvető feladatának tekinti.
A LIGA Szakszervezetek legfontosabb célkitűzéseit a pártoktól való függetlenség alapján, önálló közéleti szereplőként kívánja megvalósítani. Fellép a szakszervezetek közötti együttműködés erősítéséért a szolidaritás és az egyenjogúság elve alapján. Céljai elérése érdekében kiszámítható partneri viszonyra törekszik a kormánnyal és a munkáltatói szervezetekkel. A munkavállalók érdekeit képviselve konzultációt folytat a parlamenti pártokkal, civil szervezetekkel, a társadalom legszélesebb rétegeivel.
A LIGA törekvése, hogy Magyarország a térség legdinamikusabban fejlődő, legversenyképesebb országává váljon, amelyben a fenntartható, magas növekedési potenciállal rendelkező, tudásalapú gazdaság magas szintű foglalkoztatottsággal jár együtt. A bővülő gazdaság által létrehozott forrásokból a társadalmi integráció erősítését, a szegénységgel, kirekesztettséggel sújtott rétegek életesélyeinek javítását kívánja megvalósítani.

## Nemzetközi kapcsolatai
A LIGA 1993-tól a Szabad Szakszervezetek Nemzetközi Szövetség (illetve 2006-tól a nemzetközi szervezet utódja, az ITUC), 1995-től az Európai Szakszervezeti Szövetség tagja.

## Története
1988 december 19-én hozták létre értelmiségi szervezetek (TDDSZ, Humanitas, PDSZ, MODESZ), de a következő években nagy számban csatlakoztak hozzá a munkásszervezetek.
Az 1990. május 12-i I. Kongresszuson a képviselők Forgács Pált választották a szervezet első elnökének, az elnökhelyettes Horn Gábor lett, aki Forgács két évvel későbbi lemondása után a megbízott elnöki funkciókat gyakorolta. 1993. január 31-től az elnök Őry Csaba. Ettől kezdve a szervezet területi és ágazati szövetségei, valamint a vezetői vitája okán több küldöttgyűlést hívott össze, végül 1994. január 22. és 1994. április 23. között ideiglenes elnökség irányította a napi teendőket. A szervezetet alkotó tagszervezetek a VI. Kongresszuson Gaskó Istvánt, a VDSZSZ elnökét választották elnöknek, akinek a személyisége a következő két évtizedre rányomta a bélyegét a szervezetre. A LIGA Tanács 2016. május 26-i ülése után a Liga Szakszervezetek elnöke Doszpolyné Dr. Mészáros Melinda lett, egy gazdasági alelnökkel és négy társelnökkel irányítja a szervezet életét. (2021 novemberében további 4 évre újraválasztották.)
A LIGA Szakszervezetek már az Ellenzéki Kerekasztal munkájában is részt vett, majd az 1989-es Sztrájktörvény és az 1992-es Munka Törvénykönyve módosításában próbálta a korszerű, demokratikus elveket érvényesíteni. Az első években az állampárti szakszervezettel, a SZOT-tal illetve utódszervezeteivel folyamatos harcot vívott; ez a küzdelem lassan, csak másfél évtized után látszott csak csillapulni.
Az 1993-ra sikerült a korábban vitatott szakszervezeti vagyonról megállapodnia. Ugyanebben az évben a társadalombiztosítási önkormányzati választásokon az Egészségbiztosítási Önkormányzatban a szavazatok 13,1%-át, a Nyugdíjbiztosítási Önkormányzatban 10,1%-át szerezte meg.
1994-ben aktívan részt vett egy, a kormány által kezdeményezett Társadalmi Gazdasági Megállapodás megkötésében, de a megállapodást végül az 1995 márciusi Bokros-csomag végleg lehetetlenné tette. A LIGA Szakszervezetek illetve tagszervezetei seregnyi tiltakozó akciót szerveztek a megszorítások ellen.
1998-ban fellépett a TB-önkormányzatok állami felügyelet alá vonása ellen.
2000-ben kezdeményezte, hogy a magyar konföderációk részlegesen egyesüljenek, illetve hozzanak létre egy esernyőszervezetet. A konföderációk kezdetben közös testületet és ütemterveket alakítottak ki, később a közeledési folyamat lelassult, illetve leállt.
2003-ban az Ágazati Párbeszéd Bizottságok (ÁPB) megalakításakor arra törekedett, hogy a létrejövő ÁPB-k világos szervező elvek alapján jöjjenek létre, és biztosított legyen a munkavállalói oldal lehető legszélesebb körű részvétele.
2004-ben a LIGA Szakszervezetek üdvözölte Magyarországnak az Európai Unióhoz való csatlakozását, ennek népszerűsítése érdekében kiadványokat adott ki és országjárást szervezett. 

2007-ben a Liga Szakszervezetek a Munkástanácsok szakszervezeti konföderációval több sikeres akciót szervezett 2007. végén, 2008 elején az egészségbiztosítás tervezett privatizációja, és más kormányzati intézkedések elleni.
A 2011-es évben a Munka Törvénykönyve egyeztetés nélküli, teljes újraírása ellen sztrájkot hirdetett, félpályás útlezárásokat szervezett, így a nevezett törvényt 2012-ben a munkavállalók és a szakszervezetek számára jóval kedvezőbb szabályokkal fogadták el. 
Ezek az akciók hozzájárultak ahhoz, hogy létrejöjjön a Versenyszféra és a Kormány Állandó Konzultációs Fóruma, amely a mai napig keretet ad a háromoldalú országos dialógusnak.